# Vojska (priimek)
Vojska je  priimek v Sloveniji in tujini. Po podatkih Statističnega urada Republike Slovenije je ta priimek na dan 1. januarja 2024 v Slovenji uporabljalo 95 oseb, kar priimek po pogostnosti uvršča na 4622. mesto. Največ ljudi s tem priimkom, 44, živi v Goriški statistični regiji, kjer je 563. najbolj pogost priimek. 

## Znani slovenski nosilci priimka
- Alenka Vojska Kušar (*1942), zdravnica
- Andrej Vojska (1828—1902), pravnik, filozof, sodnik, narodni delavec v NM, Trdinov prijatelj in informator o Prešernu
- Bojana Vojska (*1979), atletinja
- Matej Vojska (*1984), sodnik
- Danilo Vojska (1911—1986), ekonomist, prof., politik
- Marjan Vojska (*1934), slikar in grafik, ilustrator
- Nelda Štok Vojska (*1943), pesnica, pisateljica (v istrskem narečju)
- Vladimir (Vlado) Vojska (1913—1943), partizanski zdravnik
- Vera Vojska, političarka/publicistka?
- Žiga Vojska (*1976), kipar, likovni umetnik

### Znani tuji nosilci priimka
- Margarita Vojska (*1963), bolgarska šahovska velemojstrica